# IC 1204
IC 1204 ist eine Galaxie vom Hubble-Typ S? im Sternbild Kleiner Bär am Nordsternhimmel. Sie ist schätzungsweise 345 Millionen Lichtjahre von der Milchstraße entfernt und hat einen Durchmesser von etwa 60.000 Lichtjahren.
Im selben Himmelsareal befinden sich u. a. die Galaxien NGC 6079, NGC 6091, IC 1201.
Das Objekt wurde am 25. März 1889 von Guillaume Bigourdan entdeckt.